# Квалификације за Европско првенство у фудбалу 2020 — група Ф
Група Ф квалификација за Европско првенство у фудбалу 2020. састојала се од шест репрезентација: Шпанија, Шведска, Норвешка, Румунија, Фарска Острва и Малта.
Репрезентације Шпаније и Шведске су као првопласиране и другопласиране репрезентације избориле директан пласман на првенство, док захваљујући ранг листи УЕФА Лиге нације 2018/19. у бараж су отишле репрезентације Норвешке и Румуније.

## Табела
| Легенда |
| --- |
| Репрезентације које се квалификују у првом кругу                                                                                                 |
| Репрезентација која иде у бараж захваљујући учинку у Лиги нација 2018/19. након што нису завршили на првом или другом месту табеле у првом кругу |

| Табела групе Ф | Табела групе Ф | Табела групе Ф | Табела групе Ф | Табела групе Ф | Табела групе Ф | Табела групе Ф | Табела групе Ф | Табела групе Ф | Табела групе Ф |  |         |         |          |          |               |       |  | Домаћи | Домаћи | Домаћи | Домаћи | Домаћи | Домаћи | Домаћи | Гости | Гости | Гости | Гости | Гости | Гости | Гости |
|                | Репрезентација | И              | Д              | Н              | И              | ДГ             | ПГ             | ГР             | Бод.           |  | Шпанија | Шведска | Норвешка | Румунија | Фарска Острва | Малта |  | И      | Д      | Н      | И      | ДГ     | ПГ     | Бод.   | И     | Д     | Н     | И     | ДГ    | ПГ    | Бод.  |
| 1.             | Шпанија        | 10             | 8              | 2              | 0              | 31             | 5              | +26            | 26             |  | -       | 3:0     | 2:1      | 5:0      | 4:0           | 7:0   |  | 5      | 5      | 0      | 0      | 21     | 1      | 15     | 5     | 3     | 2     | 0     | 10    | 4     | 11    |
| 2.             | Шведска        | 10             | 6              | 3              | 1              | 23             | 9              | +14            | 21             |  | 1:1     | -       | 1:1      | 2:1      | 3:0           | 3:0   |  | 5      | 3      | 2      | 0      | 10     | 3      | 11     | 5     | 3     | 1     | 1     | 13    | 6     | 10    |
| 3.             | Норвешка       | 10             | 4              | 5              | 1              | 19             | 11             | +8             | 17             |  | 1:1     | 3:3     | -        | 2:2      | 4:0           | 2:0   |  | 5      | 2      | 3      | 0      | 12     | 6      | 9      | 5     | 2     | 2     | 1     | 7     | 5     | 8     |
| 4.             | Румунија       | 10             | 4              | 2              | 4              | 17             | 15             | +2             | 14             |  | 1:2     | 0:2     | 1:1      | -        | 4:1           | 1:0   |  | 5      | 2      | 1      | 2      | 7      | 6      | 7      | 5     | 2     | 1     | 2     | 10    | 9     | 7     |
| 5.             | Фарска Острва  | 10             | 1              | 0              | 9              | 4              | 30             | -26            | 3              |  | 1:4     | 0:4     | 0:2      | 0:3      | -             | 1:0   |  | 5      | 1      | 0      | 4      | 2      | 13     | 3      | 5     | 0     | 0     | 5     | 2     | 17    | 0     |
| 6.             | Малта          | 10             | 1              | 0              | 9              | 3              | 27             | -24            | 3              |  | 0:2     | 0:4     | 1:2      | 0:4      | 2:1           | -     |  | 5      | 1      | 0      | 4      | 3      | 13     | 3      | 5     | 0     | 0     | 5     | 0     | 14    | 0     |

## Резултати
| Малта                       | 2:1    | Фарска Острва |
| --------------------------- | ------ | ------------- |
| Нвоко 13’ · Борг 77’ (пен.) | Детаљи | Томсен 90+8’  |

| Шведска                  | 2:1    | Румунија   |
| ------------------------ | ------ | ---------- |
| Квајсон 33’ · Класон 40’ | Детаљи | Кешеру 58’ |

| Шпанија                        | 2:1    | Норвешка        |
| ------------------------------ | ------ | --------------- |
| Родриго 16’ · Рамос 71’ (пен.) | Детаљи | Кинг 65’ (пен.) |

| Малта | 0:2    | Шпанија         |
| ----- | ------ | --------------- |
|       | Детаљи | Мората 31’, 73’ |

| Норвешка                             | 3:3    | Шведска                         |
| ------------------------------------ | ------ | ------------------------------- |
| Јонсен 41’ · Кинг 59’ · Камара 90+7’ | Детаљи | Класон 70’ · Квајсон 86’, 90+1’ |

| Румунија                                | 4:1    | Фарска Острва       |
| --------------------------------------- | ------ | ------------------- |
| Деак 26’ · Кешеру 29’, 33’ · Пушкаш 63’ | Детаљи | Давидсен 40’ (пен.) |

| Фарска Острва | 1:4    | Шпанија                                             |
| ------------- | ------ | --------------------------------------------------- |
| Олсен 30’     | Детаљи | Рамос 6’ · Навас 19’ · Гестсон 34’ (аг.) · Гаја 71’ |

| Норвешка                  | 2:2    | Румунија          |
| ------------------------- | ------ | ----------------- |
| Елјунуси 56’ · Едегор 70’ | Детаљи | Кешеру 77’, 90+2’ |

| Шведска                            | 3:0    | Малта |
| ---------------------------------- | ------ | ----- |
| Квајсон 2’ · Класон 50’ · Исак 81’ | Детаљи |       |

| Фарска Острва | 0:2    | Норвешка        |
| ------------- | ------ | --------------- |
|               | Детаљи | Јонсен 49’, 84’ |

| Малта | 0:4    | Румунија                               |
| ----- | ------ | -------------------------------------- |
|       | Детаљи | Пушкаш 7’, 29’ · Кипчу 34’ · Ман 90+1’ |

| Шпанија                                              | 3:0    | Шведска |
| ---------------------------------------------------- | ------ | ------- |
| Рамос 64’ (пен.) · Мората 85’ (пен.) · Ојарзабал 87’ | Детаљи |         |

| Фарска Острва | 0:4    | Шведска                                    |
| ------------- | ------ | ------------------------------------------ |
|               | Детаљи | Исак 12’, 15’ · Линделеф 23’ · Квајсон 41’ |

| Норвешка               | 2:0    | Малта |
| ---------------------- | ------ | ----- |
| Берге 34’ · Кинг 45+1’ | Детаљи |       |

| Румунија   | 1:2    | Шпанија                        |
| ---------- | ------ | ------------------------------ |
| Андоне 59’ | Детаљи | Рамос 29’ · Алкасер 47’ (пен.) |

| Румунија   | 1:0    | Малта |
| ---------- | ------ | ----- |
| Пушкаш 47’ | Детаљи |       |

| Шпанија                               | 4:0    | Фарска Острва |
| ------------------------------------- | ------ | ------------- |
| Родриго 13’, 50’ · Алкасер 90’, 90+3’ | Детаљи |               |

| Шведска      | 1:1    | Норвешка     |
| ------------ | ------ | ------------ |
| Форсберг 60’ | Детаљи | Јохансен 45’ |

| Фарска Острва | 0:3    | Румунија                                |
| ------------- | ------ | --------------------------------------- |
|               | Детаљи | Пушкаш 74’ · Митрица 83’ · Кешеру 90+4’ |

| Малта | 0:4    | Шведска                                                         |
| ----- | ------ | --------------------------------------------------------------- |
|       | Детаљи | Данијелсон 11’ · Ларсон 58’ пен., 71’ (пен.) · Агијус 66’ (аг.) |

| Норвешка          | 1:1    | Шпанија  |
| ----------------- | ------ | -------- |
| Кинг 90+4’ (пен.) | Детаљи | Саул 47’ |

| Фарска Острва  | 1:0    | Малта |
| -------------- | ------ | ----- |
| Балдвинсон 71’ | Детаљи |       |

| Румунија    | 1:1    | Норвешка     |
| ----------- | ------ | ------------ |
| Митрица 62’ | Детаљи | Сорлот 90+2’ |

| Шведска  | 1:1    | Шпанија      |
| -------- | ------ | ------------ |
| Берг 50’ | Детаљи | Мачадо 90+2’ |

| Норвешка                                   | 4:0    | Фарска Острва |
| ------------------------------------------ | ------ | ------------- |
| Региниусен 4’ · Фосум 8’ · Серлот 62’, 65’ | Детаљи |               |

| Румунија | 0:2    | Шведска             |
| -------- | ------ | ------------------- |
|          | Детаљи | Берг 18’ · Борг 34’ |

| Шпанија                                                                                 | 7:0    | Малта |
| --------------------------------------------------------------------------------------- | ------ | ----- |
| Мората 23’ · Казорла 41’ · Торес 62’ · Сарабија 63’ · Олмо 69’ · Морено 71’ · Навас 85’ | Детаљи |       |

| Малта     | 1:2    | Норвешка             |
| --------- | ------ | -------------------- |
| Фенеч 40’ | Детаљи | Кинг 7’ · Серлот 62’ |

| Шпанија                                                       | 5:0    | Румунија |
| ------------------------------------------------------------- | ------ | -------- |
| Руиз 8’ · Морено 33’, 43’ · Рус 45+1’ (аг.) · Ојарзабал 90+2’ | Детаљи |          |

| Шведска                                   | 3:0    | Фарска Острва |
| ----------------------------------------- | ------ | ------------- |
| Андерсон 29’ · Сванберг 72’ · Гвидети 80’ | Детаљи |               |

## Стрелци
6 голова
| - Клаудију Кешеру |

5 голова
| - Џошуа Кинг | - Георге Пушкаш | - Робин Квајсон |

4 гола
| - Александер Серлот - Алваро Мората | - Родриго | - Серхио Рамос |

3 гола
| - Бјорн Марс Јонсен - Александер Исак | - Виктор Класон - Жерар Морено | - Пако Алкасер |

2 гола
| - Александру Митрица - Маркус Берг | - Себастијан Ларсон - Микел Ојарзабал | - Хесус Навас |

1 гол
| - Киријан Нвоко - Пол Фенеч - Стив Борг - Ивер Фосум - Мартин Едегор - Ола Камара - Сандер Берге - Стефан Јохансен - Тарик Елјунуси - Торе Регинијусен - Александру Кипчу | - Денис Ман - Чипријан Дјак - Флорин Андоне - Виљомур Давидсен - Јакуп Томсен - Клеминт Олсен - Рогви Балдвинсон - Виктор Линделеф - Емил Форсберг - Маркус Данијелсон | - Матијас Сванберг - Себастијан Андерсон - Џон Гвидети - Дани Олмо - Пабло Сарабија - Пау Торес - Санти Казорла - Саул Њигез - Фабијан Руиз - Хосе Луис Гаја |

Аутогол
| - Андреј Агијус (против Шведске) - Ховард Нортвејт (против Шведске) | - Адријан Рус (против Шпаније) - Тејтур Гестсон (против Шпаније) |